# Hervé Tum
Hervé Germain Tum est un  ancien footballeur international camerounais né le 15 février 1979 à Yaoundé.
Hervé Tum a joué 52 matchs en Ligue 1 et a inscrit 12 buts en championnat avec le FC Metz.

## Carrière
- 1997-1998 :  Pacy VEF
- 1998-2001 :  FC Sion (49 matchs, 11 buts)
- 2001-2004 :  FC Bâle (96 matchs, 23  buts)
- 2004-2006 :  FC Metz (52 matchs, 12 buts en Ligue 1)
- 2006-2007 :  RC Strasbourg (29 matchs, 7 buts en Ligue 2)
- 2007-2008 :  Bursaspor (28 matchs, 6 buts)
- 2008-2009 :  Sivasspor (38 matchs, 10 buts)
- 2009-2011 :  Istanbul BB (61 matchs, 15 buts)
- 2011-2012 :  Gençlerbirliği (31 matchs, 15 buts)
- 2012-2013 :  Elazığspor (14 matchs, 1 but)[1]
- 2013-2014 :  Göztepe Spor Kulübü (15 matchs, 3 buts)